# Alba (län)
Alba  är ett län (județ) i västra Rumänien med en yta på 6 242 km² och 377 575 invånare.
Huvudort är Alba Iulia. Länet är indelat i 4 municipii, 7 städer och 61 kommuner.

## Municipii
- Alba Iulia
- Aiud
- Blaj
- Sebeș

## Städer
- Cugir
- Ocna Mureș
- Zlatna
- Câmpeni
- Teiuș
- Abrud
- Baia de Arieș

## Kommuner
| - Albac - Almașu Mare - Arieșeni - Avram Iancu - Berghin - Bistra - Blandiana - Bucerdea Grânoasă - Bucium - Câlnic - Cenade - Cergău - Ceru-Băcăinți - Cetatea de Baltă - Ciugud - Ciuruleasa - Crăciunelu de Jos | - Cricău - Cut - Daia Română - Doștat - Fărău - Galda de Jos - Gârbova - Gârda de Sus - Hopârta - Horea - Ighiu - Întregalde - Jidvei - Livezile - Lopadea Nouă - Lunca Mureșului - Lupșa - Meteș | - Mihalț - Mirăslău - Mogoș - Noșlac - Ocoliș - Ohaba - Pianu - Poiana Vadului - Ponor - Poșaga - Rădești - Râmeț - Rimetea - Roșia de Secaș - Roșia Montană - Sălciua - Săliștea - Sâncel | - Sântimbru - Săsciori - Scărișoara - Stremț - Șibot - Sohodol - Șpring - Șugag - Șona - Unirea - Vadu Moților - Valea Lungă - Vidra - Vințu de Jos |